# یواس‌اس بکسر (ای‌پی‌ای-۲۳۷)
یواس‌اس بکسر (ای‌پی‌ای-۲۳۷) (به انگلیسی: USS Bexar (APA-237)) یک کشتی بود که طول آن ۴۵۵ فوت (۱۳۹ متر) بود. این کشتی در سال ۱۹۴۵ ساخته شد.